# 위대한 인도네시아 운동당
위대한 인도네시아 운동당(인도네시아어: Partai Gerakan Indonesia Raya)은 인도네시아의 정당이다. 거린드라라고도 한다. 2008년에 결성된 거린드라는 전 장군 프라보워 수비안토의 정치적 수단 역할을 한다. 현재 하원에서 제3당으로 의석수는 78석이다. 거린드라는 야당으로 자리 잡았지만, 2014년과 2019년 인도네시아 대통령 선거에서 프라보워가 위도도에 맞서 출마했음에도 불구하고, 2019년에 조코 위도도 대통령의 진보 인도네시아 내각에 합류했다. 중도우파 정당이자 현재 여당이다.

## 역사
2004년 4 월 21일 골카르의 대통령 전당대회에서 마지막으로 참석한 후 프라보워는 2008년 7월 12일 사임할 때까지 골카르는 자문 위원회 위원으로 재직했다. 당의 황금 시간대 TV 선거 자금을 지불하는데 도움을 주었다. 프라보워는 당 창립 위원회 의장으로 임명되었다.
거린드라의 지방 선거 팀은 2009년 2월에 구성되었다. 그 후 당은 약 1,500만 명의 당원을 확보했으며, 지원 기반은 자바, 수마트라, 칼리만탄 및 술라웨시 전역에서 왔다.
이 정당은 2009년 입법 선거에서 4.5%의 득표율을 얻었고, 인민 대표 위원회에서 26석을 차지했다.
개혁 스타당 (PBR)은 2011년 2월 게린드라로 합병되었다.
2014년 4월 9일 총선에서 정당의 득표율은 11.8%로 뛰어올라 인도네시아에서 세 번째로 인기 있는 정당이 되었다. 거린드라는 2009년 26석에서 2014년 73석으로 거의 3배의 의석을 차지했다.
2014년 8월 28일 거린드라 총재인 수하르디가 사망한 후 2014년 9월 20일 프라보워가 총재로 임명되었다.
2024년 인도네시아 대통령 선거에서 프라보워가 당선, 10월 20일 공식 취임하였다.

## 정책
게린드라는 2014년 총선에서 지지자들이 불균형적으로 도시 거주자였음에도 불구하고, 농부와 어부와 같은 중하위 계층을 대상으로 하는 포퓰리즘과 민족주의 경제 플랫폼을 따른다.
2019년 11월 게린드라 부의장 파들리 존은 당이 레즈비언, 게이, 양성애자, 트랜스젠더(LGBT)를 단호히 거부한다고 말했다. 게린드라의 트위터 계정은 당이 종교 지도자와 건강 전문가를 참여시켜 지역 사회와 학교에서 LGBT를 예방하기 위한 초기 노력을 지원한다고 말했다.

## 역대 선거 결과

### 총선
| 년도 | 의석 수  | 득표수     | 득표율 |
| ---- | -------- | ---------- | ------ |
| 2009 | 26 / 560 | 4,642,795  | 4.46%  |
| 2014 | 73 / 560 | 14,760,371 | 11.81% |
| 2019 | 78 / 575 | 17,594,839 | 12.57% |
| 2024 | 86 / 580 | 20,071,708 | 13.22% |

### 대통령 선거
| 선거명                        | 후보                    | 1차 득표수   | 1차 득표율 | 2차 득표수 | 2차 득표율 | 당락 |
| ----------------------------- | ----------------------- | ------------ | ---------- | ---------- | ---------- | ---- |
| 2009년 인도네시아 대통령 선거 | 메가와티 수카르노푸트리 | 32,548,105   | 26.79%     |            |            | 낙선 |
| 2014년 인도네시아 대통령 선거 | 프라보워 수비안토       | 62,576,444   | 46.85%     |            |            | 낙선 |
| 2019년 인도네시아 대통령 선거 | 프라보워 수비안토       | 68,650,239   | 44.50%     |            |            | 낙선 |
| 2024년 인도네시아 대통령 선거 | 프라보워 수비안토       | 96,214,691표 | 58.52%     |            |            | 당선 |